# Венцель, Ханни
Ханнелоре «Ханни» Венцель (нем. Hannelore "Hanni" Wenzel, род. 14 декабря 1956 года, Штраубинг, ФРГ) — лихтенштейнская горнолыжница, двукратная олимпийская чемпионка 1980 года (единственная обладательница олимпийского золота в истории Лихтенштейна), многократная чемпионка мира, двукратная обладательница Кубка мира в общем зачёте. Одна из сильнейших универсалов в истории горнолыжного спорта, успешно выступавшая как в скоростных дисциплинах, так и технических.

## Спортивная карьера
Родилась на юге Германии, в семье судетских немцев. В юном возрасте переехала с семьёй в Лихтенштейн (по приглашению барона Эдуарда Фальц-Фейна). После того как к Венцель пришли первые крупные успехи — в 1974 году в Санкт-Морице в возрасте 17 лет выиграла золото чемпионата мира в слаломе и серебро в комбинации — власти Лихтенштейна предоставили всей семье лихтенштейнское гражданство.
В 1976 году в Инсбруке выиграла олимпийскую бронзу в гигантском слаломе, а также бронзу в комбинации, которая пошла лишь в зачёт чемпионата мира, так как комбинация в то время не была олимпийской дисциплиной.
В 1978 году стала первой гражданкой Лихтенштейна, победившей в общем зачёте Кубка мира. Также завоевала серебро чемпионата мира в Гармиш-Партенкирхене в комбинации.

### Олимпиада-1980 в Лейк-Плэсиде
В феврале 1980 года на Олимпиаде в Лейк-Плэсиде. Для начала Венцель взяла серебро в скоростном спуске, уступив 7 десятых секунды прославленной австрийке Аннемари Мозер-Прёль, для которой это было единственное олимпийское золото в карьере. Через три дня Венцель убедительно победила в гигантском слаломе — почти полсекунды выиграла у ставшей второй немки Ирене Эппле. Третьей медалью опять стало золото в слаломе, где Венцель победила с большим отрывом — 1,5 секунды преимущества над второй призёркой Кристой Кинсхофер и почти три секунды над третьей Эрикой Хесс. Также Венцель с огромным преимуществом победила в комбинации, которая по-прежнему шла лишь в зачёт чемпионата мира.
Там же в Лейк-Плэсиде младший брат Андреас Венцель выиграл серебро в гигантском слаломе, что вывело в итоге сборную Лихтенштейна на высшее в истории 6-е место в общем медальном зачёте, впереди таких гигантов зимних видов спорта как Финляндия, Норвегия, Нидерланды, Италия, Канада, ФРГ. Если разделить эти 4 медали на всё тогдашнее население Лихтенштейна, то получится 1 медаль на каждые 6250 жителей.
Вообще, спортсмены Лихтенштейна за всю историю завоевали 10 медалей на Олимпийских играх (2 золота, 2 серебра и 6 бронзовых наград), все в горнолыжном спорте. И на счету брата и сестры Венцель 6 из 10 этих медалей, в том числе все золотые и серебряные. По числу завоёванных наград на душу населения Лихтенштейн занимает 1-е место в истории Олимпийских игр.
В том же 1980 году Венцель второй раз выиграла Кубок мира в общем зачёте, а её брат был лучшим среди мужчин. Это единственный случай в истории, когда брат и сестра выиграли Кубок мира в один год.
Завершила карьеру в 1984 году, выиграв 2 олимпийских золота, 4 титула чемпионки мира, 2 Кубка мира в общем зачёте и одержав 33 победы на этапах Кубка мира, первая из которых пришла к ней ещё в декабре 1973 года в Цель-ам-Зе, через 5 дней после её 17-летия.

## Семья
Вскоре после окончания карьеры Венцель вышла замуж за австрийского горнолыжника Харти Вайратера (нем. Harti Weirather), чемпиона мира 1982 года в скоростном спуске. Их дочь Тина Вайратер (род. 24 мая 1989 года) стала призёром Олимпийских игр 2018 года и чемпионата мира по горнолыжному спорту, выступая за Лихтенштейн. 
Ещё есть младшая сестра Петра (род. 1961), которая также была горнолыжницей, участвовала дважды в Олимпийских играх (1980 и 1984). Дочь Петры Венцель и племянница Ханни Джессика Вальтер  выступала на Олимпийских играх 2006 года.

## Зимние Олимпийские игры
| Олимпийские игры | Скоростной спуск | Супергигант | Гигантский слалом | Слалом | Комбинация |
| ---------------- | ---------------- | ----------- | ----------------- | ------ | ---------- |
| 1976 Инсбрук     | 11               | н/д         | 20                | 3      | н/д        |
| 1980 Лейк-Плэсид | 2                | н/д         | 1                 | 1      | н/д        |

## Кубки мира
- Общий зачёт — 2 раза: 1978, 1980
- Гигантский слалом — 2 раза: 1974, 1980
- Слалом — 1 раз: 1978
- Комбинация — 2 раза: 1980, 1983